# Kabinett Diab
Das Kabinett Diab war die seit dem 21. Januar 2020 amtierende Regierung des Libanon unter dem Ministerpräsidenten Hassan Diab. Infolge von Massenprotesten gegen die Regierung nach der Explosionskatastrophe im Hafen von Beirut hat die Regierung am 10. August 2020 ihren Rücktritt erklärt; sie blieb allerdings noch über ein Jahr geschäftsführend im Amt, bis am 10. September 2021 eine neue Regierung gebildet werden konnte.

## Regierungsbildung
Die Vorgängerregierung unter Führung von Saad Hariri trat in Folge der ab 17. Oktober erfolgenden Proteste im Libanon, die aufgrund der Wirtschaftskrise im Libanon entstanden, am 29. Oktober 2019 zurück. Staatspräsident Aoun beauftragte erneut Hariri mit der Regierungsbildung. Eine der zentralen Forderung der Opposition war es, den Sektarismus im Lande zu überwinden und einen Reformprozess einzuleiten. Dazu gehört es, das System der Machtteilung des Landes zu überwinden, das basierend auf 18 anerkannten religiösen Sekten und zurückgehend auf die französische Kolonialherrschaft. Sie teilt den Gemeinden des Landes Posten zu, die die Grundlage ihrer wichtigsten politischen Parteien bilden und ein empfindliches Gleichgewicht zwischen Christen, sunnitischen und schiitischen Muslimen und anderen Gruppen herstellen. So forderte etwa Libanons Großmufti, Sheikh Abdul Latif Derian, der oberste Geistliche der sunnitischen Muslime, am Samstag (9. November) die Bildung einer neuen Notstandsregierung von technischen Experten und von Machthabern, um den Forderungen der Demonstranten nachzukommen.

### Nominierung von Mohammed Safadi
Am 14. November wurde gemeldet, der Geschäftsführende Ministerpräsident Saad Hariri habe sich mit der Hisbollah, der Amal-Bewegung und der Freien Patriotischen Bewegung auf die Nominierung des Ex-Finanzministers und Geschäftsmanns Mohammed Safadi für den Posten des Ministerpräsidenten geeinigt. Unterdessen teilten Quellen aus dem Center House dem mit Hariri verbundenen Web-Nachrichtenportal Mustaqbal mit, dass die Diskussionen den Konsens über Safadis Nominierung, nicht aber die Form der neuen Regierung oder die Teilnahme der al-Mustaqbal-Bewegung an der Diskussion zum Gegenstand hatten. Safadi war in der Regierung Siniora ab 2005 Minister für Transport und öffentliche Gebäude, in der ersten Regierung Hariri (2009–11) Minister für Wirtschaft und Handel.
Reuters hat am 17. November berichtet, dass der libanesische Geschäftsmann und frühere Minister Mohammad Al-Safadi laut libanesischen Medien beschlossen hat, seine Kandidatur für die Position des Premierministers zurückzuziehen, nachdem er der Hauptkandidat war, auf den sich die großen politischen Parteien im Jahr 2005 geeinigt hatten. In einer von seinem Büro veröffentlichten Erklärung sagte Safadi (75), es sei schwierig gewesen, ein von allen Parteien unterstütztes „harmonisches“ Kabinett zu bilden, berichteten die Nachrichtenagentur Reuters und die libanesischen Medien am späten Samstag.

### Nominierung von Samir Khatib
Ende November 2019 wurde seitens der Hariri-Pareti vorgeschlagen, den Ingenieur Samir Khatib mit der Leitung einer neuen Regierung zu betrauen, vorausgesetzt, man könne sich über die Regierungsform einigen. Samir Khatib, der über wenig politische Erfahrungen verfügt, ist ein erfolgreicher Geschäftsmann und ein enger Freund des derzeitigen Geschäftsführenden Ministerpräsidenten Saad Hariri. In Medienberichten wurde verlautbart, die wichtigsten politischen Parteien im Libanon (Hisbollah, Amal-Bewegung, Freie Patriotische Bewegung und MP Saad Hariri) hätten zugestimmt, Samir Khatib zum Ministerpräsidenten des nächsten Kabinetts zu wählen. Die Entscheidung wird bei den Parlamentskonsultationen getroffen, die in der ersten Dezember-Woche stattfinden sollten.
Die neue Regierung wird techno-politisch sein und aus 24 Ministern bestehen – sechs politischen Figuren als Staatsminister und 18 Technokraten und Vertreter der Protestbewegung, teilten Medienberichte am Dienstagabend (3. Dezember) mit, als der Ingenieur und Geschäftsmann Samir Khatib als Konsenskandidat für den Posten des Ministerpräsidenten hervorging. „Die Minister Ali Hassan Khalil, Mohammed Fneish und Salim Jreissati werden sicherlich als Staatsminister in die neue Regierung zurückkehren, während [Parlaments-]Sprecher Nabih Berri am Finanzportfolio festhält, [Ex-]Premierminister Saad Hariri auf dem Innenportfolio und dem Chef der Freien Patriotischen Bewegung Gebran Bassil besteht klammert sich an das Energieportfolio“, zitierte al-Jadeed TV-Quellen.

### Nominierung von Hassan Diab
Im Verlauf des Dezember kam es zu weiteren Verzögerungen der Regierungsbildung. Am 19. Dezember 2019 erhielt Hassan Diab 69 Stimmen bei den verbindlichen parlamentarischen Konsultationen. Hassan Diab (60), Professor für Computertechnik, war Mitglied der Regierung, die 2011 gebildet wurde, als die Hisbollah und ihre Verbündeten ein Kabinett unter der Führung von Saad Hariri gestürzt hatten; er war drei Jahre lang Bildungsminister. Die internationale Gemeinschaft hat die Bildung einer ernsthaften, reformorientierten Regierung zur Voraussetzung für die Freigabe der Hilfe für das Land gemacht. Es war nicht sofort klar, ob die Ernennung Diabs die Menschen auf den Straßen zufrieden stellen würde, die seit über zwei Monaten protestieren und eine Regierung fordern, die sich aus Spezialisten zusammensetzt. Aktivisten in den sozialen Medien haben Diab jedoch zurückgewiesen und ihm Korruption vorgeworfen, und es wurden Aufrufe laut, um vor seinem Wohnsitz in Beiruts Stadtteil Tallet al-Kkhayat zu protestieren.
Der Präsident des Libanon hat am Donnerstag (19. Dezember) den Universitätsprofessor Hassam Diab, einen von der Hisbollah unterstützten ehemaligen Minister, gebeten, eine neue Regierung zu bilden. Michel Aoun ernannte Diab nach einem Tag der Konsultation zum Ministerpräsidenten, nachdem er eine einfache Mehrheit des 128-köpfigen Parlaments erhalten hatte. 69 Parlamentarier, darunter der parlamentarische Block der schiitischen Hisbollah- und Amal-Bewegung, sowie mit Präsident Michel Aoun verbundene Gruppe gaben ihm ihre Stimmen. Diab drückte am 22. Dezember die Hoffnung aus, innerhalb weniger Wochen eine Regierung von etwa 20 Ministern aus Unabhängigen und Technokraten zu bilden. Die Hisbollah und ihre Verbündeten hatten zuvor darauf bestanden, dass eine neue Regierung aus Politikern und Experten besteht. Am Samstag (22. Dezember) erklärte Diab jedoch: „Alle Parteien stimmen mir in Bezug auf eine Regierung zu, die sich aus Unabhängigen und Experten zusammensetzt, einschließlich der Hisbollah.“ Da Diab aber keiner der bedeutenden politischen Dynastien angehört und ihm der sunnitische Block um seinen Vorgänger Saad Hariri die Unterstützung verweigert, „tritt er sein neues Amt ohne Hausmacht an – in einer Zeit, die selbst Politikveteranen im chronisch instabilen Libanon überfordert“, schrieb Moritz Baumstieger in der Süddeutschen Zeitung.
Am 30. Dezember 2019 haben die Hisbollah und die AMAL-Bewegung mit dem designierten Premierminister Hassan Diab die Bildung einer rein technokratischen Regierung vereinbart. Der Wirtschaftsexperte Ghazi Wazni erklärte sich bereit, zum Finanzminister ernannt zu werden, während Ziad Baroud zum Justizminister und Demianos Qattar zum Außenminister ernannt wird.
Der Tageszeitung The Daily Star (31. Dezember) zufolge setzt sich die Regierung zusammen aus neun christlichen Ministern, darunter vier Maroniten, drei Orthodoxe, einem Katholik und einem Armenier. Des Weiteren sind neun muslimische Minister vorgesehen, vier schiitische, vier sunnitische und ein drusischer.
Berufen wurde die Regierung am 21. Juni 2017.
Meinungsverschiedenheiten über die Vertretung der verschiedenen Sekten behindern nach wie vor die Bildung der Regierung von Hassan Diab, hieß es in Medienberichten am Neujahrstag. „Ein drusisches Hindernis trat gestern zutage, nachdem Walid Jumblat, Vorsitzender der Progressiven Sozialistischen Partei, und andere (drusische) Vertreter kritisierten, dass sie durch das nicht wesentliche Umweltportfolio vertreten sein werden“, berichtete die Zeitung An-Nahar am Sonntag. „Der Chef der Freien Patriotischen Bewegung, Jebran Bassil, hat darauf bestanden, dass der (einzige) drusische Minister (in der 18-sitzigen Regierung) mit seinem Verbündeten, dem Abgeordneten Talal Arslan, zusammenarbeitet“, fügte die Tageszeitung hinzu. Bassil befürchtet, dass ein drusischer Minister in der Nähe von Jumblat später zurücktreten könnte, wodurch die Regierung ihrer drusischen Komponente und folglich ihrer Konformität mit dem Nationalen Pakt von 1943, einem ungeschriebenen Abkommen, das die Grundlagen des modernen Libanon als multi-konfessioneller Staat legte, beraubt wird. Der Kandidat, der für das Ministeramt vorgeschlagen wurde, ist der Arzt Ramzi Msharrafiyeh, berichtete An-Nahar. Diab konnte in der Zwischenzeit noch keine sunnitischen Kandidaten aus der Hauptstadt Beirut finden. Dr. Tarek Mohammed al-Majzoub, der aus Sidon stammt, wird derzeit für das Bildungsressort in Betracht gezogen, nachdem Dr. Halima Qaaqour, einer Aktivistin der Watani-Koalition, nicht gewillt war, an der Regierung teilzunehmen. Derweil sie Chancen von zwei pensionierten Offizieren – Bassem Khaled und Hosni Daher – gesunken, fügte die Tageszeitung hinzu. Die Parteien erwägen inzwischen ernsthaft, den Brigadegeneral im Ruhestand Mohammed Fahmi für den Posten des Innenministers. Pensionierte Offiziere werden auch für das Verteidigungsportfolio in Betracht gezogen, nachdem Shadi Masaad als Besetzung völlig ausgeschlossen wurde. Die Quellen stellten auch fest, dass die schiitischen Parteien – Hisbollah und AMAL – darauf bestehen, Jamil Jabaq und Hasan al-Laqqis zu ernennen, falls Bassil daran festhält, Nada Bustani und Mansour Bteish an die Regierung zurückkehren zu lassen.
Am Mittwoch (15. Januar) wurde letzte Hindernisse für die Bildung der neuen Regierung mit der Zustimmung des Chefs der Freien Patriotischen Bewegung, Jebran Bassil, gelöst, nach der Demianos Qattar das Arbeitsportfolio zugeteilt wurde, teilte LBCI TV mit. Die Regierung soll voraussichtlich am 17. Januar bekannt gegeben werden, fügte das Fernsehsender hinzu. Demzufolge umfasst die Besetzung 18 Minister, darunter vier Frauen. Das „schiitische Duo“ erhielt fünf Portfolios, nachdem es das Landwirtschaftsportfolio mit dem Kultur- oder Informationsportfolio zusammengeführt hatte, in dem Wissen, dass Walid Jumblat, Chef der Progressiven Sozialistischen Partei nicht teilnehmen wird, fügte LBCI hinzu. Demnach soll Ghazi Wazni das Finanzportfolio, Nassif Hitti das Außenportfolio, Talal al-Ladqi für das Innenportfolio und Michel Menassa das Verteidigungsportfolio übernehmen, letzterer fungiert auch als stellvertretende Ministerpräsident.
Präsident Michel Aoun und die Freie Patriotische Bewegung erhalten unterdessen das Energieportfolio (Raimond Ghajar), die Wirtschaft (eine Person aus der Familie Haddad), die Justiz (Marie-Claude Najem) und die Umwelt (Manal Musallem). Die Marada-Bewegung erhält in der Zwischenzeit das Portfolio für öffentliche Arbeiten (Lamia Yammine Doueihi), während die Tashnag-Partei das Tourismus- und Kulturportfolio oder das Tourismus- und Informationsportfolio erhält. Diab wird unterdessen die sunnitischen Minister benennen (Talal al-Ladqi für das Innenressort, Talal Hawat für die Telekommunikation und Tarek Majzoub für die Bereiche Sport und Jugend).
Mehr als einen Monat nach seiner Ernennung und fast drei Monate nach dem Rücktritt seines Vorgängers Saad Hariri unter dem Druck der Demonstrierenden wurde am Dienstag (21. Januar) das Kabinett von 20 Ministern des Premierministers Hassan Diab bekannt gegeben. Der akademische und ehemalige Bildungsminister, der im Libanon bis letzten Monat wenig bekannt war, bestand in seinen ersten Äußerungen als Ministerpräsident darauf, dass sein Kabinett ein technokratisches sei, das die Forderungen der Demonstranten erfüllen wolle. „Dies ist eine Regierung, die die Bestrebungen der Demonstranten repräsentiert, die seit mehr als drei Monaten landesweit mobilisiert werden“, sagte er. Seine Regierung werde sich bemühen, ihren Forderungen nach einer unabhängigen Justiz, nach der Rückforderung veruntreuter Gelder und nach der Bekämpfung illegaler Gewinne nachzukommen. Diab fügte hinzu, dass die Regierung die Arbeitslosigkeit bekämpfen und ein neues Wahlgesetz verabschieden wird, in dem jeder Minister in seinem Kabinett als „technokratischer“ Minister bezeichnet wird.

## Anfangszusammensetzung
Die Aufstellung des Kabinetts wurde nach 33 Tagen Verhandlungen nach einem Treffen von Diab, Präsident Michel Aoun und Sprecher Nabih Berri im Baabda-Palast am 22. Januar 2020 bekannt gegeben.
Am 9. August 2020 erklärte die Informationsministerin Manal Abdel Samad nach den Protesten in Folge der Explosionskatastrophe im Hafen von Beirut 2020 ihren Rücktritt. Außenminister Nassif Hitti war bereits kurz vor der Explosion zurückgetreten und hatte dabei auf das Fehlen eines „wirksamen Willens zur Erreichung einer umfassenden Strukturreform“ und auf eine konkurrierende Führung verwiesen. Am 10. August 2020 erklärten Finanzminister Ghazi Wazni und Justizministerin Marie-Claude Najm ihren Rücktritt. Premierminister Hassan Diab teilte ebenfalls am 10. August 2020 Präsident Aoun mit, dass er, und sein Kabinett beabsichtige, in Kürze zurückzutreten. Am selben Abend hielt er eine Fernsehansprache und verkündete den seinen Rücktritt  und den seines Kabinetts.
| Amt                                   | Amtsinhaber                                              | Zugehörigkeit                                           | Beginn der Amtszeit                         | Ende der Amtszeit             |
| Ministerpräsident                     | Ministerpräsident                                        | Ministerpräsident                                       | Ministerpräsident                           | Ministerpräsident             |
| ------------------------------------- | -------------------------------------------------------- | ------------------------------------------------------- | ------------------------------------------- | ----------------------------- |
| Ministerpräsident                     | Hassan Diab                                              | Sunnit                                                  | 21. Januar 2020                             | 10. August                    |
| Stellvertretende Ministerpräsidentin  | Zeina Akar                                               | Griechisch-Orthodox, vom Präsidenten/FPM ernannt        | 21. Januar 2020                             | 10. August                    |
| Minister                              |                                                          |                                                         |                                             |                               |
| Justiz                                | Marie-Claude Najem                                       | Maronitin, vom Präsidenten / FPM ernannt                | 21. Januar 2020                             | 10. August 2020               |
| Auswärtige Angelegenheiten            | Nassif Hitti Charbel Wehbe Zeina Akar (geschäftsführend) | Maronit, vom Präsidenten / FPM ernannt                  | 21. Januar 2020 3. August 2020 19. Mai 2021 | 3. August 2020 19. Mai 2021 - |
| Verteidigung                          | Zeina Akar                                               | Griechisch-Orthodox, vom Präsidenten/FPM ernannt        | 21. Januar 2020                             | 10. August                    |
| Inneres und Gemeinden                 | Mohammed Fahmi                                           | Sunnit, benannt von Diab                                | 21. Januar 2020                             | 10. August                    |
| Wirtschaft und Handel                 | Raoul Nehmé                                              | vom Präsidenten / FPM benannt                           | 21. Januar 2020                             | 10. August                    |
| Finanzen                              | Ghazi Wazni                                              | Schiit, benannt von der AMAL-Bewegung                   | 21. Januar 2020                             | 10. August 2020               |
| Energie                               | Raymond Ghajar                                           | Griechisch-Orthodox, vom Präsidenten / FPM ernannt      | 21. Januar 2020                             | 10. August                    |
| Umwelt und administrative Entwicklung | Demianos Qattar                                          | Maronit, benannt von Diab                               | 21. Januar 2020                             | 10. August                    |
| Tourismus und Soziales                | Ramzi Moucharrafiyeh                                     | Druse                                                   | 21. Januar 2020                             | 10. August                    |
| Arbeit                                | Lamia Yammine                                            | Maronit, benannt von der Marada-Bewegung                | 21. Januar 2020                             | 10. August                    |
| Bildung und Hochschulbildung          | Tarek al-Majzoub                                         | Sunnit, benannt von Diab                                | 21. Januar 2020                             | 10. August 2020               |
| Industrie und Handel                  | Imad Hoballah                                            | Schiit, benannt von der Hisbollah                       | 21. Januar 2020                             | 10. August                    |
| Telekommunikation                     | Talal Hawat                                              | Sunnit, nahe MP Faisal Karami                           | 21. Januar 2020                             | 10. August                    |
| Information                           | Manal Abdel Samad                                        | Drusen                                                  | 21. Januar 2020                             | 9. August 2020                |
| Öffentliche Arbeiten und Transport    | Michel Najjar                                            | Griechisch-Orthodox, benannt von der Marada-Bewegung    | 21. Januar 2020                             | 10. August                    |
| Landwirtschaft und Kultur             | Abbas Mortada                                            | schiitisch, benannt von AMAL                            | 21. Januar 2020                             | 10. August                    |
| Jugend und Sport                      | Vartene Ohanian                                          | Armenier                                                | 21. Januar 2020                             | 10. August                    |
| Gesundheit                            | Hamad Hassan                                             | Schiit, benannt von der Hisbollah                       | 21. Januar 2020                             | 10. August                    |
| Vertriebene                           | Ghada Chreim Ata                                         | Griechisch-orthodox, von Präsident Aoun und FPM ernannt | 21. Januar 2020                             | 10. August                    |
| Weitere Funktionsträger               |                                                          |                                                         |                                             |                               |
| Generalsekretär des Kabinetts         | Mahmoud Makieh                                           |                                                         | 21. Januar 2020                             | 10. August                    |